# Dejan Vokić
Dejan Vokić (ur. 12 czerwca 1996 w Lublanie) – słoweński piłkarz występujący na pozycji pomocnika w klubie Benevento Calcio.

## Kariera klubowa
Grę w piłkę nożną rozpoczął w wieku 5 lat w klubie NK Bohinj z rodzinnej wsi Bohinjska Bistrica w północno-zachodniej Słowenii. Następnie trenował w NK Ihan, NK Domžale, NK Triglav Kranj oraz NK Bravo z Lublany, skąd trafił do akademii piłkarskiej NK Maribor. W styczniu 2015 roku podpisał z tym klubem profesjonalny kontrakt i został włączony do kadry trzecioligowych rezerw. 11 kwietnia 2015 zadebiutował w pierwszym zespole w wygranym 4:1 meczu 1. SNL z NK Koper. W sezonie 2014/15 zanotował jeszcze jeden występ i zakończył go zdobyciem mistrzostwa kraju. W 2016 roku wywalczył Puchar Słowenii, zaliczając w edycji 2015/16 1 spotkanie. Sezon 2016/17 spędził na wypożyczeniu do NK Krško oraz drugoligowego NK Veržej.
Na początku 2018 roku, z powodu niewielkich szans na regularne występy, rozwiązał za porozumieniem stron umowę z NK Maribor i przeniósł się do NK Triglav Kranj, gdzie rozegrał 14 ligowych spotkań. W lipcu 2018 roku podpisał trzyletni kontrakt z Zagłębiem Sosnowiec prowadzonym przez Valdasa Ivanauskasa. 23 lipca zadebiutował w Ekstraklasie w przegranym 1:2 meczu z Piastem Gliwice. Po zakończeniu rundy jesiennej sezonu 2018/19, w której zaliczył 15 występów, rozwiązał polubownie swoją umowę. W lutym 2019 roku został zawodnikiem Benevento Calcio (Serie B).

## Kariera reprezentacyjna
W 2014 roku występował w reprezentacji Słowenii U-19, w której zanotował 11 spotkań i zdobył 1 bramkę. W latach 2017–2018 zaliczył 9 meczów w kadrze U-21.

## Sukcesy
NK Maribor
- mistrzostwo Słowenii: 2014/15
- Puchar Słowenii: 2015/16